# Juifs pour Jésus
Juifs pour Jésus (Jews for Jesus) est une organisation missionnaire chrétienne évangélique spécialisée pour les juifs. L’organisation a son siège social à San Francisco.

## Histoire
Juifs pour Jésus a été fondé en 1973 aux États-Unis par Moishe Rosen (en), un pasteur d'origine juive converti au christianisme en 1953 ,. L'organisation affirme que Jésus (Yeshoua en hébreu) est le Messie annoncé par les prophètes dans l'Ancien Testament. Elle possède une vingtaine de bureaux dans une dizaine de pays (Afrique du Sud, Allemagne, Angleterre, Australie, Brésil, Canada, États-Unis, France, Israël, Russie, Ukraine, France).

## Croyances
Juifs pour Jésus est une association appartenant au christianisme évangélique et plus spécifiquement à son courant intitulé « judaïsme messianique » .

## Programmes
Les membres de cette association distribuent des tracts dans les rues et diffusent des vidéos sur Internet pour inciter les juifs à estimer que le Nouveau Testament (Brit H'adacha) a la même valeur que le Tanakh (Bible hébraïque). Certaines campagnes d'évangélisation ont également lieu. 

## Controverses
Dans le document Reflections on Covenant and Mission, les évêques catholiques américains indiquent :  « Les campagnes visant à la conversion des juifs au christianisme ne sont plus théologiquement acceptables dans l'Église catholique. » Ce document a été perçu comme une attaque par le mouvement des Juifs pour Jésus, qui a répliqué en affirmant être en substance un groupe chrétien : « Les Juifs pour Jésus et d'autres groupes chrétiens qui restent fidèles à l'unicité du Christ... »
David Brickner, alors directeur international de l'association, a provoqué une controverse en déclarant, après un attentat terroriste à Jérusalem en juillet 2008, que tel était le châtiment de Dieu contre les juifs parce qu'ils ne se sont pas convertis au christianisme.